# Yolanda Mosquera
Yolanda Mosquera Fernández (Amurrio, Álava, 1973) es una diseñadora gráfica e ilustradora española, especializada en publicaciones infantiles y juveniles.

## Biografía
Nació en Amurrio en 1973. Se licenció en Bellas Artes en la Universidad del País Vasco (UVP/EHU), en la especialidad de diseño gráfico. Posteriormente trabajó durante dos décadas en un estudio de diseño gráfico en Vitoria, donde aportó las ilustraciones a juegos, folletos, artículos, juegos, e incluso aplicaciones multimedia. También fue profesora en talleres de dibujo y pintura.
En 2008 hizo un posgrado en Ilustración Infantil en Enia, Escuela de Diseño y Arte en Barcelona y a partir de ese momento se especializó en ilustraciones en obras de literatura juvenil y en álbumes ilustrados, con los que ha participado en numerosos concursos y exposiciones.
Participó en 2016 en Mazoka, Marrazki Azoka - Mercado de Dibujo e Ilustración. Asimismo realizó el palo de bastos de la baraja española Fournier, junto con otras tres ilustradoras Elena Odriozola, Noemí Villamuza y Maite Gurrutxaga, que también en algún momento formaron parte de Mazoka. Esta baraja se hizo como parte de los actos en conmemoración del 150 aniversario de la empresa.
Realizó el cartel de la vuelta ciclista a Euskal Herria de 2019, cartel que se presentó en el Museo de Bellas Artes de Bilbao, con la presencia de representantes del Gobierno Vasco, de la Vuelta y del Museo.

## Obra
Participó como ilustradora en las obras:
- Arrieta Malaxetxebarria, Yolanda (2011). ABCD berri bat, obra con la que fue finalista en los Premios Euskadi de Literatura en 2012
- Zubizarreta, Patxi  (2016). Beroki gorria
- Sáiz Ripoll, Anabel (2013). Caballitos de sal
- Beatriz Galindo; textos, Daniel Blanco Ortiz [y otros cinco] ; ilustraciones, Yolanda Mosquera [y otros cinco] (2022). Historias heroicas en tiempos de covid. X Certamen literario de Relato Corto
- Bilbao, Leire; Mosquera, Yolanda (2022). Itzal itzela
- Maupasant, Guy (2017). La pequeña Roque
- Revista El balancín, nº 15. Ilustración de la portada y entrevista.[7]
- Saramago, José (2024). El silencio del agua.[8]

Por su trabajo, obtuvo numerosos reconocimientos tanto en País Vasco, como en España o en otros países, y sus trabajos se exponen en diferentes muestras de ilustración en los Emiratos Árabes, en México y en Italia.

## Premios y reconocimientos
- 2011. Ganadora del concurso de álbumes Ilustrados Peru Abarka [9]
- 2012. Finalista en los Premios Euskadi de Literatura, sección “Ilustración”, con la obra ABCD berri bat.[1][10]
- 2012. Ganadora Concurso carteles de Fiestas de Amurrio, con la obra "Bikote"[11]
- 2013. Iberoamérica ilustra, Feria del libro de Guadalajara, Mexico.[12]
- 2014. Mención de Honor en la Feria del Libro de Sharjah (Emiratos Árabes Unidos).[1][12]
- 2014. Seleccionada para participar en el proyecto "I Colori del Sacro", VII edición "Il viaggio", del Museo Diocesano de Padova (Italia).[13]
- 2016. Seleccionada para participar en el proyecto "I Colori del Sacro", Museo Diocesano de Padova, Italia.[14]
- 2016. Ganadora del concurso de álbumes Ilustrados Peru Abarka, por las ilustraciones al libro Beroki gorria.[4][15]
- 2017. 1er Little Hakka, Competición Internacional de libro ilustrado, Shenzhen (China) 2017.[12]
- 2017, 2019. 3er Nami Island, Competición Internacional de libro ilustrado, Corea. [12]
- 2018. Admitida para participar en Ilustrarte, Bienal Internacional de Ilustración de Lisboa.[16][3]
- 2018. Premio Euskadi de Literatura, modalidad ilustración, por las ilustraciones del libro La pequeña Roque, España [1][17][18]
- 2023. Premio Fundación Cuatrogatos, por el libro "Llévame" de Mercedes Calvo, EEUU.[19]
- 2023. Seleccionada para participar en la Bienal de Ilustraciones de Bratislava (República Eslovaca), con las ilustraciones del libro Itzal itzela.[20]